# Incidente della stazione idroelettrica Sajano-Šušenskaja

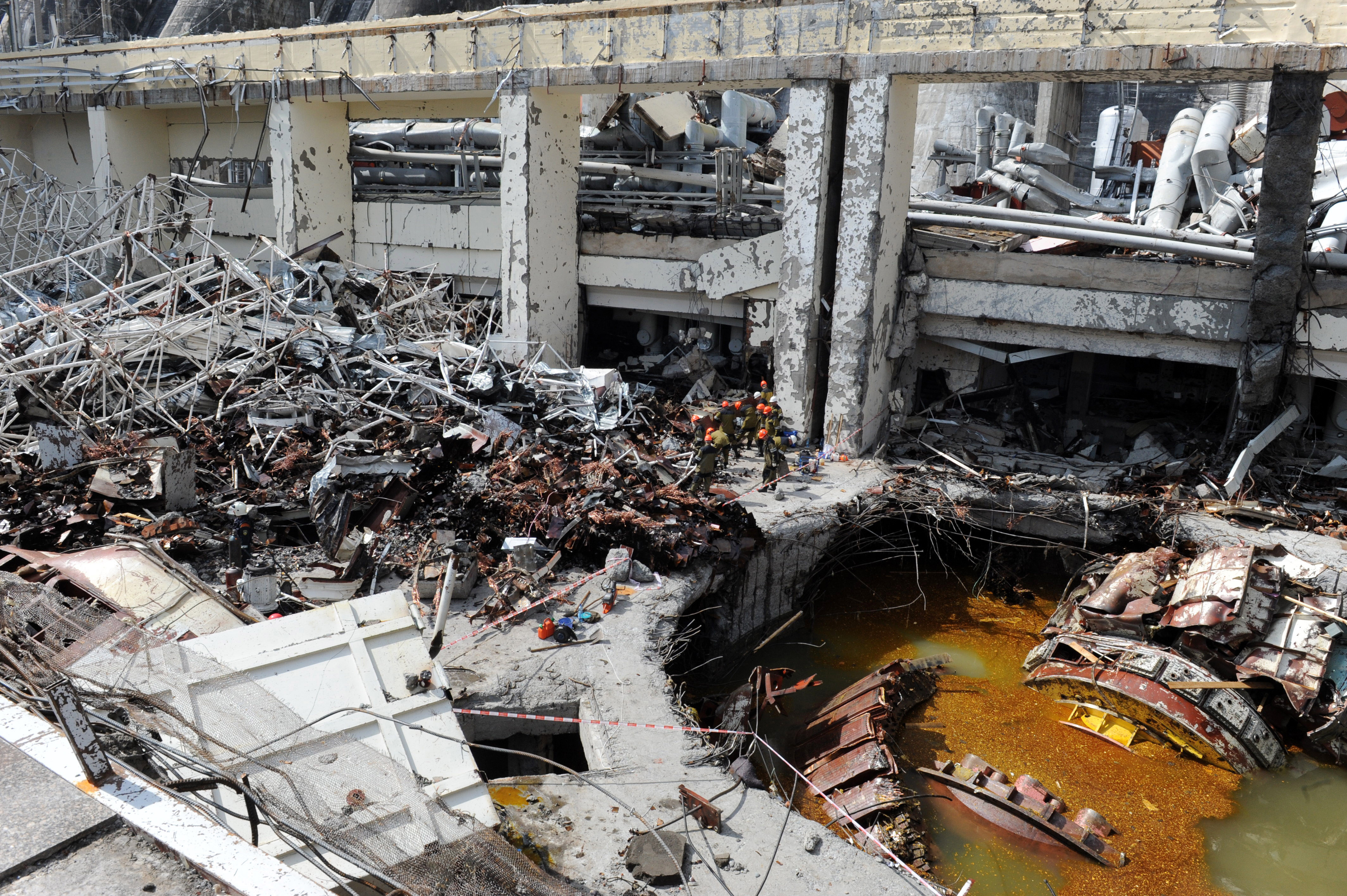
Danni fuori dalla centrale a seguito dell'incidente

L'incidente della centrale idroelettrica Sajano-Šhušenskaja è stata una catastrofe industriale che ha avuto luogo il 17 agosto del 2009 vicino Sajanogorsk in Chakassia (Russia).
A causa della rottura di una turbina, l'intera sala turbine fu allagata, e parte del tetto crollò. A causa dell'incidente 75 persone sono rimaste uccise e la struttura della centrale idroelettrica ha subito ingenti danni. La produzione di energia elettrica della centrale è sospesa.
Le conseguenze dell'incidente si sono riflettute non solo sulle condizioni ecologiche delle acque circostanti alla centrale, ma anche nell'ambito economico e sociale della regione.
L'incidente rappresenta la più grande catastrofe nel campo idroelettrico della Russia.
L'evento ha suscitato un grande clamore pubblico diventando uno dei più discussi avvenimenti dei mass media internazionali nel 2009.